# Glanzstoff Austria
Die Glanzstoff Austria (früher Erste österreichische Glanzstoff-Fabriken, Glanzstoff-Fabrik St. Pölten oder Enka Austria) war ein chemisches Unternehmen im niederösterreichischen St. Pölten. Das 1906 eröffnete Werk produzierte bis 2008 bis zu 12.000 Tonnen Viskosefasern pro Jahr und war zeitweise deren zweitgrößter Produzent weltweit. Zuletzt erwirtschaftete es einen Umsatz von 50 Mio. Euro.
Nach einem Brand in der Abluftreinigungsanlage im Jänner 2008 wurde die Produktion gestoppt, konnte jedoch im April des Jahres teilweise wiederaufgenommen werden. Im Juli 2008 wurde überraschend bekannt gegeben, die Viskosegarnproduktion in St. Pölten zu beenden. Ende 2008 wurde die Produktion endgültig eingestellt, Anfang 2009 wurde das Unternehmen aufgelöst und die Liegenschaften von der Glanzstoff-Gruppe, die sich im Eigentum der CAG Holding befindet, übernommen.
Seit 2015 stehen die verbliebenen Bauwerke der Anlage unter Denkmalschutz.

## Geschichte

### Entstehung und Entwicklung bis zum Anschluss an das Deutsche Reich

Max Fremery, Johann Urban und Emil Bronnert (1906)

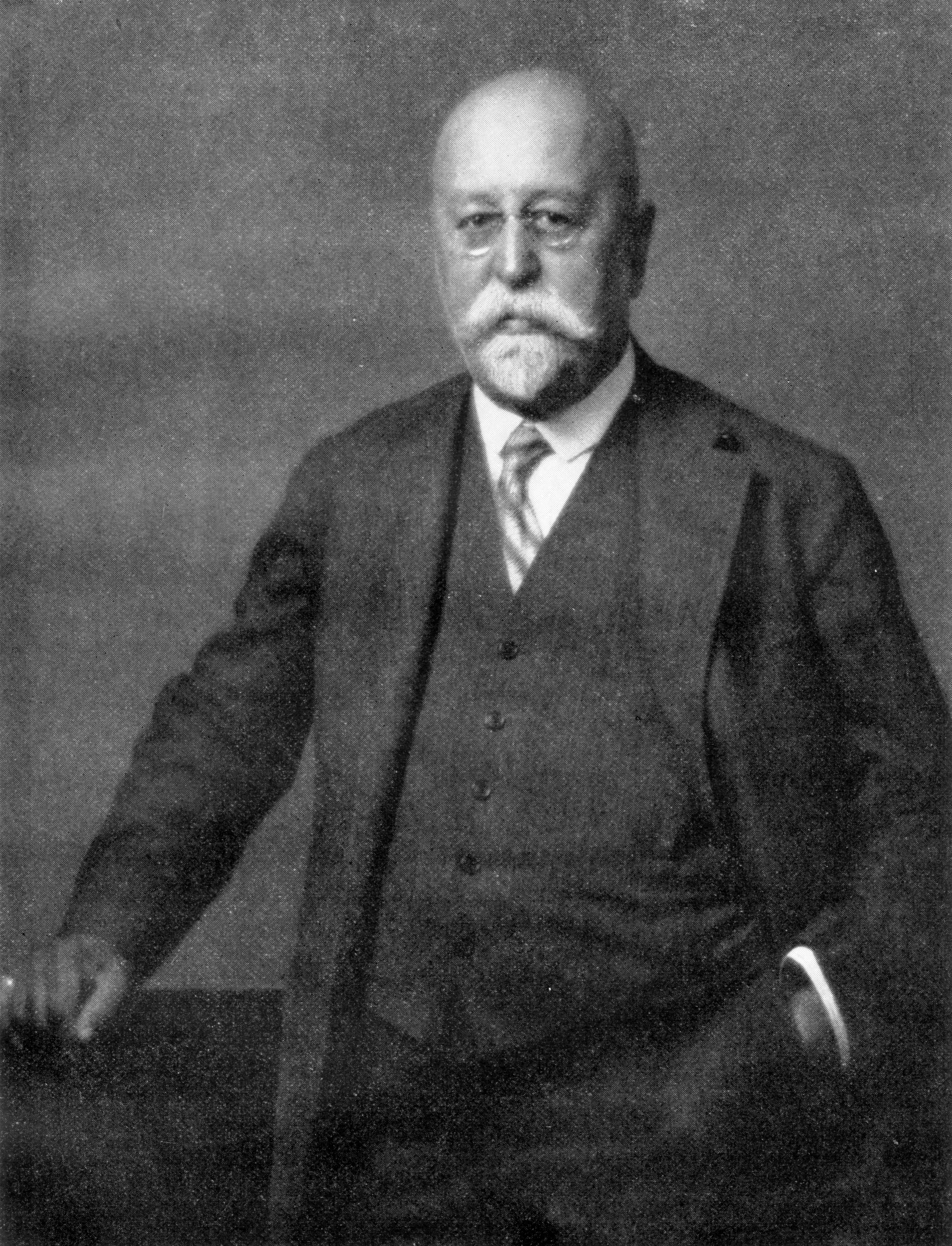
Johann Urban als Präsident der Glanzstoff (1928)

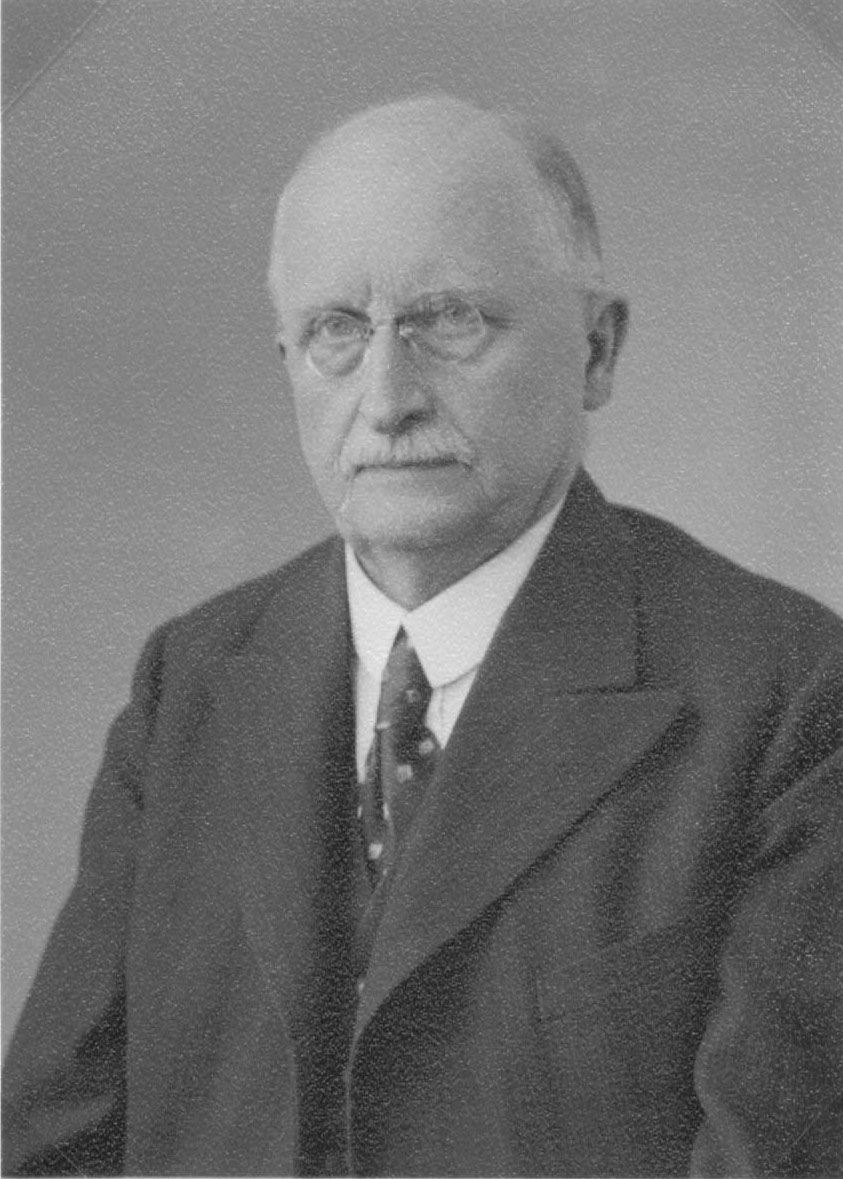
Eduard Thilo, 1905–1930 Finanzdirektor der Ersten Glanzstoff-Fabrik Österreichs

1903 wurde ein neuer Zollvertrag zwischen Österreich-Ungarn und dem Deutschen Kaiserreich abgeschlossen, der die Einfuhr deutscher Waren nach Österreich erschwerte. Die Eigentümer des deutschen Unternehmens Vereinigte Glanzstoff-Fabriken AG, allen voran der Österreicher und Mitbegründer Johann Urban, entschieden, ein eigenes Werk in Österreich zu eröffnen, um trotzdem den Markt in Österreich-Ungarn ohne Schwierigkeiten bedienen zu können. Urban wurde 1904 zum Leiter des Tochterunternehmens unter der Firma Erste Österreichische Glanzstoff-Fabrik AG mit Sitz in Wien ernannt. Als die Aktiengesellschaft im Dezember 1904 gegründet wurde, waren außer der Muttergesellschaft noch die Oberrheinische Bank und die Niederösterreichische Escompte-Gesellschaft beteiligt. Das Aktienkapital sollte ursprünglich drei Millionen Kronen betragen, bei der Gründung am 17. Dezember wurde es jedoch auf nur 2,5 Millionen Kronen festgesetzt.
Urban machte sich auf die Suche nach einem Standort für eine Betriebsstätte in Österreich, Wien kam aufgrund der hohen Grundstückspreise nicht in Frage. Die Wahl fiel vor allem aufgrund der verkehrsgünstigen Lage an der Westbahn, den ausreichenden Grundwasserreserven und der günstigen Energieversorgung aus den städtischen Elektrizitätswerken auf Viehofen. Der damalige St. Pöltner Bürgermeister Wilhelm Voelkl hatte Urban zudem den günstigen Baugrund vom Niederösterreichischen Religionsfonds knapp außerhalb der Stadtgrenzen verschafft, ließ auf Stadtkosten die Zufahrtsstraße errichten und veranlasste einen vorgezogenen Kanalbau. Zudem wurden von der Stadt die Kanalgebühren um 25 % reduziert und die Verpflichtung eingegangen, Arbeiterwohnungen zu errichten. Schon 1903 hatte Hermann Ofner einen Verein zur Erbauung billiger Wohnungen gegründet, der in den Folgejahren zahlreiche Arbeiterwohnhäuser errichtete. Das mit Abstand größte war der Komplex der Zehn-Häuser-Gruppe am Mühlweg, bei seiner Fertigstellung 1908 beherbergte er über 100 Arbeiterwohnungen.
| Jahr | Mitarbeiter | Tagesproduktion in Tonnen |
| ---- | ----------- | ------------------------- |
| 1906 | 306         | 0,125                     |
| 1914 | 1.700       | unbekannt                 |
| 1928 | 3.020       | 6                         |
| 1930 | 2.500       | unbekannt                 |
| 1932 | 800         | 2,5                       |
| 1939 | unbekannt   | 4                         |
| 1940 | unbekannt   | 5                         |
| 1943 | 2.200       | 8,8                       |
| 1944 | unbekannt   | 9,5                       |
| 1945 | 600         | unbekannt                 |
| 1955 | 1.400       | 6                         |
| 1959 | 1.485       | 15                        |
| 1965 | 1.550       | 24                        |
| 1971 | 1.353       | 33                        |
| 1974 | 968         | 41                        |
| 1979 | 550         | 33                        |
| 1983 | 965         | 35                        |
| 1984 | 892         | 41,2                      |
| 1990 | 913         | 36,7                      |
| 1994 | 250         | unbekannt                 |
| 1996 | 420         | unbekannt                 |
| 1997 | 530         | 30                        |
| 2000 | 422         | unbekannt                 |
| 2004 | 500         | 34                        |
| 2008 | 350         | 31,5                      |
| 2010 | 15          | keine Produktion          |

Die Fabrik bei der Erbauung 1905

Die prägnanten Wassertürme 1905

Das Werk 1905

Die Fabrik wurde am 4. April 1906 in Betrieb genommen, zu den Eröffnungsfestlichkeiten im Mai 1906 erschienen zahlreiche Ehrengäste. Zu Produktionsbeginn erzeugten 306 Arbeiter täglich 125 Kilogramm Kupferseide, später wurde die Tagesproduktion auf 600 Kilogramm gesteigert. Bald darauf erfolgten die ersten Erweiterungsarbeiten, unter anderem ließ Urban 1908 das Verwaltungsgebäude aufstocken.
Der Verwaltungsrat entschied, 1911 die Fabrik auf Viskosefaser-Erzeugung umzustellen, was bauliche Änderungen bedingte und durch eine Kapitalerhöhung auf 4 Millionen Kronen finanziert wurde. Die mehrere Neubauten umfassende Umrüstung war 1913 abgeschlossen.
Bis zum Beginn des Ersten Weltkriegs stieg die Mitarbeiterzahl auf 1.700 an. Schon kurz nach Kriegsausbruch musste ein Teil des Werksareals an ein Zweigwerk der Whitehead Torpedofabrik abgegeben werden. 1917 wurde die Produktion von Kartuschbeuteln für den Sprengstoff in Granaten unter Heeresaufsicht gestellt, was zu einer kurzfristigen Produktionssteigerung führte. 1918 stand das Werk nahezu still, das Schwefelsäurelager und ein Magazin waren zerstört, 1919 kam die Produktion mangels Kohle komplett zum Erliegen. Nach sechs Monaten konnte der Betrieb reduziert wiederaufgenommen werden, die Anlagen waren jedoch erst 1922 wieder voll ausgelastet.
1926 wurde damit begonnen, das Werk auszubauen. Grundlage dieser Erweiterung war eine Erhöhung des Aktienkapitals und der Verkauf der Aktienmehrheit an die niederländische Algemene Kunstzijde Unie N.V. Bis 1929 wurden das Kesselhaus, das Turbinenhaus und der 100 m hohe Schornstein errichtet, weiters wurde das angrenzende Areal der geschlossenen Whitehead Torpedofabrik erworben. Es konnten jedoch nicht alle zu Kriegsbeginn abgegebenen Flächen zurückgekauft werden, ein Teil der Grundstücke wurde der Stadt St. Pölten zur Schuldenabdeckung übergeben. Nach den Ausbauten beschäftigte die Glanzstoff 3.000 Mitarbeiter, die pro Tag sechs Tonnen Viskose produzierten. Als der Ort Viehofen 1923 eingemeindet wurde, war der Betrieb der größte St. Pöltens. Die Ende der 1920er Jahre einsetzende Weltwirtschaftskrise traf das Unternehmen ungleich härter als die meisten anderen der Stadt. Millionenverluste zwangen die Eigentümer, das Werk für 18 Monate zu schließen, 1932 wurde mit 800 Mitarbeitern der Betrieb wiederaufgenommen. 1933 wurde eine bis zuletzt bestehende eigene Betriebsfeuerwehr gegründet, die Feuerwehrausrüstung wurde von der geschlossenen Torpedofabrik übernommen.

### Zweiter Weltkrieg und Besatzungszeit
Der Anschluss an das Deutsche Reich bewirkte zunächst einen Aufschwung durch die Integration in einen größeren Wirtschaftsraum. Schon bald wurde die Fabrik ein wichtiger Betrieb für die Rüstungsindustrie. Die produzierten Garne fanden in Rüstungsprodukten wie Fallschirmen, Reifenkörben und Kartuschbeuteln für den Sprengstoff in Granaten Verwendung. Nachdem das Unternehmen 1941 in Glanzstoff-Fabrik St. Pölten AG umbenannt worden war, wurde es als kriegswichtig eingestuft. Die durch die Umstellung auf Cordkunstseide, eine mehrfach gezwirnte Viskosefaser, notwendigen Umbauarbeiten konnten dadurch rasch vollendet werden. Neben der Errichtung eines Ätznatronlagers wurden Anbauten an die Kuchendruckwäsche errichtet und die Heizanlage von Dampf auf Heißwasser umgestellt.
Ab 1943 wurde die Produktion weiter ausgebaut. Unter anderem wurden ein 35 m hoher Wasserturm, der zu Kriegsende auch als Flakturm diente, eine neue Transformatorenstation und eine Schwefel-Kohlenstoff-Rückgewinnungsanlage neu errichtet. Mit diesen Ausbauten wurde die Produktion zwischen 1938 und 1944 von 2.100 auf 9.500 Jahrestonnen mehr als vervierfacht. In der Fabrik wurden zahlreiche Zwangsarbeiter beschäftigt, für die ein eigenes Barackenlager auf dem Werksgelände unterhalten wurde.
Bei der Einnahme St. Pöltens durch die sowjetischen Truppen wurde das Werk stark beschädigt, immerhin konnte die Sprengung des Betriebs verhindert werden. Am 14. April um 4 Uhr früh informierte ein italienischer Arbeiter den Produktionsleiter Franz Laimer über die geplante Sprengung, der im letzten Augenblick die Zündschnur durchschneiden konnte. Die Glanzstoff wurde von den Sowjets als Deutsches Eigentum beschlagnahmt und in die USIA eingegliedert, 45 % der Maschinen des Betriebs wurden noch 1945 in die Sowjetunion abtransportiert. Zu Kriegsende beschäftigte der Betrieb nur mehr 600 Mitarbeiter, bis 1955 stieg die Zahl der Arbeitnehmer auf 1.400 an. 1955, nach Abschluss des österreichischen Staatsvertrags und dem Ende der USIA, wurde das Werk unter öffentlicher Verwaltung weitergeführt. Erst 1956 konnte die Algemene Kunstzijde Unie die Aktienmehrheit wieder übernehmen, musste jedoch in den nächsten sechs Jahren 10.000 Tonnen Seide an die Sowjetunion als Ablöse liefern. Unter Auswertung der während des Kriegs entwickelten Herstellungsverfahren konnte die Produktion von Kunstseide für Autoreifenkarkassen bald wieder aufgenommen werden, 1957 waren 1.400 Personen angestellt.

### Zweite Republik

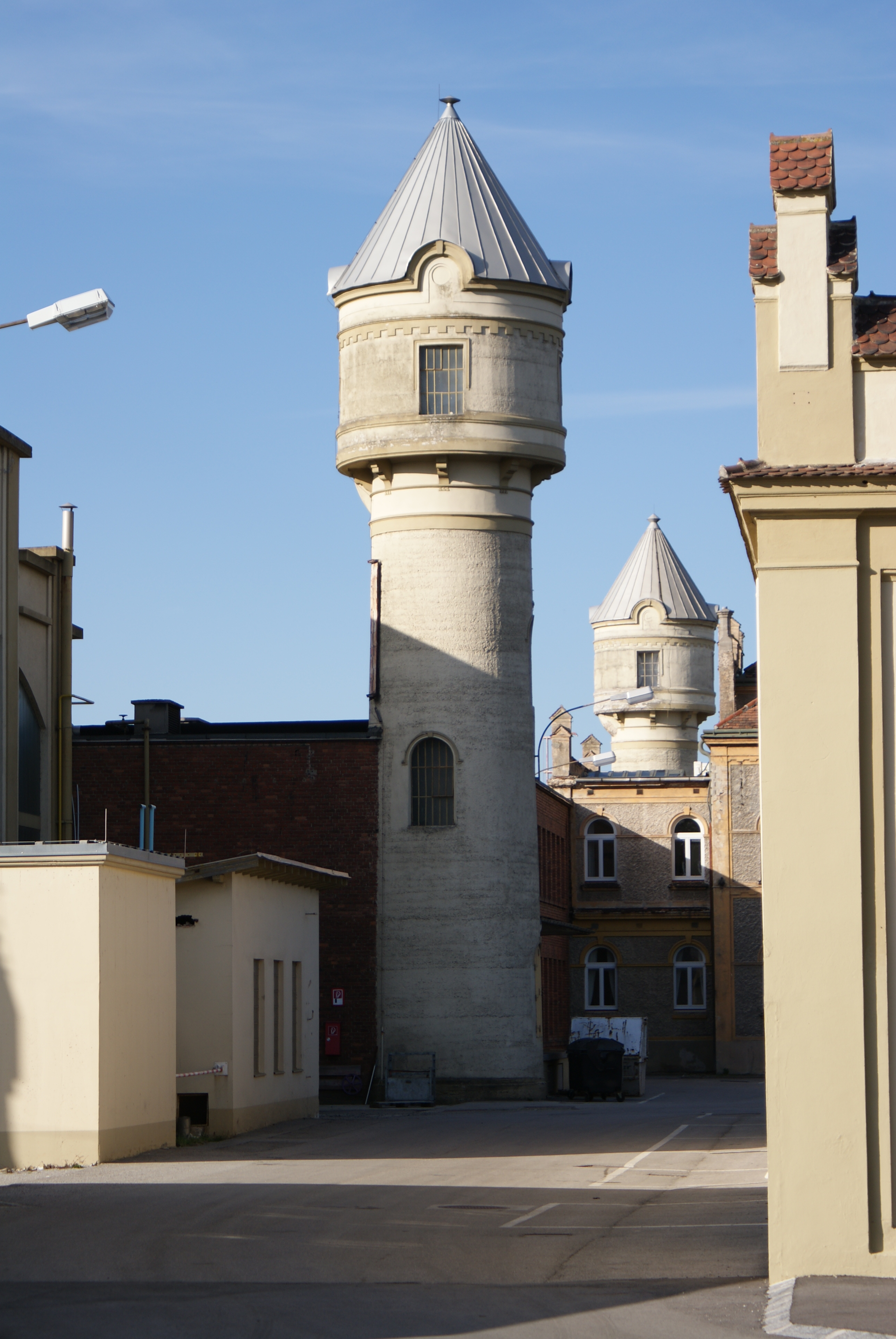
Zwei der 1905 erbauten Wassertürme

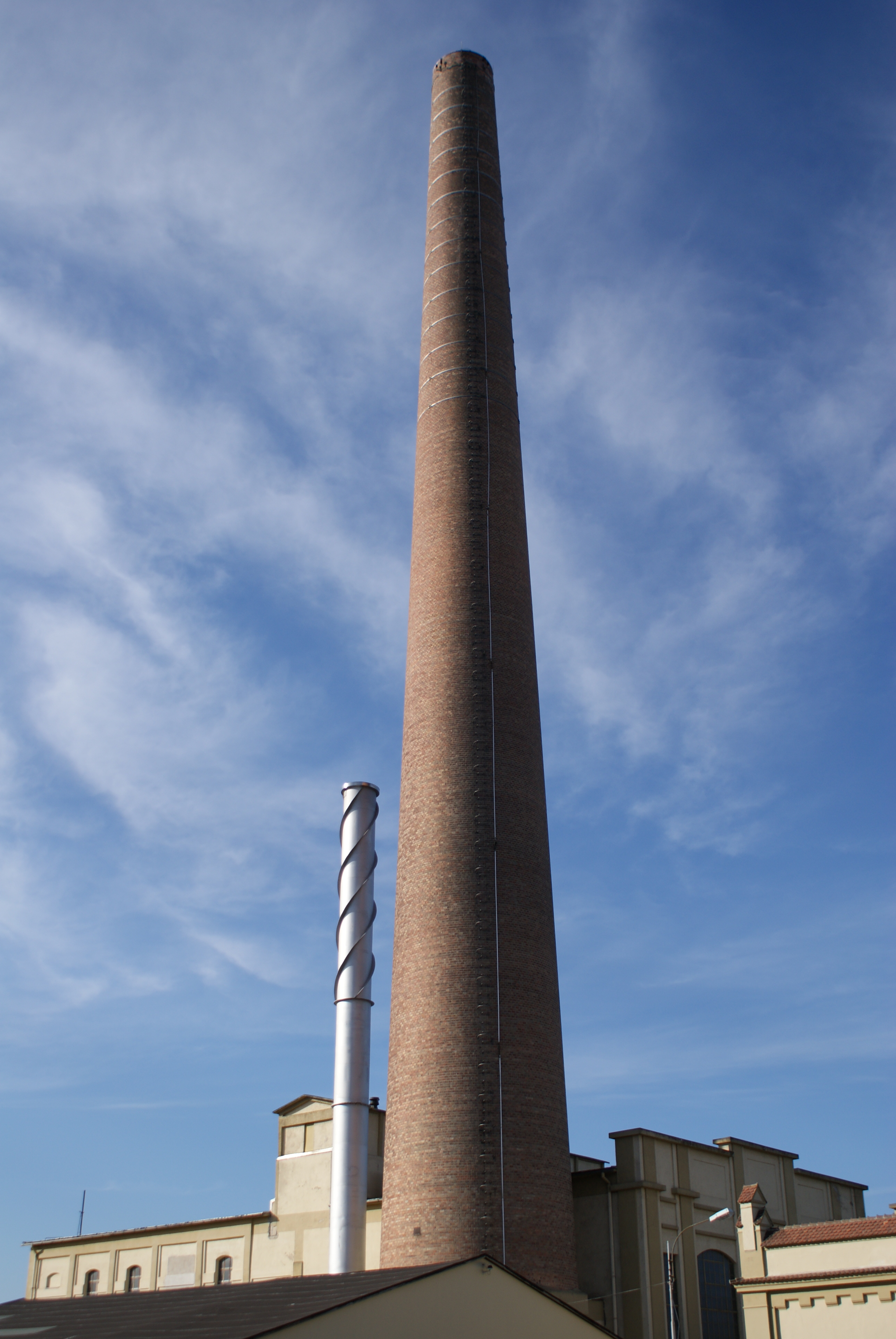
Der Ziegelschlot 2009

In den folgenden Jahren wurde die Fabrik erweitert. Gegen Ende der 1950er wurden eine Spinnbad-Kristallisationsanlage zur Wiederaufbereitung der Spinnbäder sowie eine Schärabteilung eingerichtet, zwischen 1963 und 65 wurde neben zwei neuen Werkshallen vor allem die Energieversorgung infolge eines einwöchigen Kohlebunkerbrandes von Kohle auf Erdgas umgestellt. Seit 1960 produzierte das Werk auch das Bautenschutzmittel Kenitex. 1969 reorganisierte der Hauptaktionär der Glanzstoff seine Chemiefaserunternehmen. Die der Algemene Kunstzijde Unie gehörenden Werke in den Niederlanden sollten mit jenen der Glanzstoff AG in Deutschland wirtschaftlich und organisatorisch als ein Unternehmen geführt werden, der Name der neuen Gruppe war AKZO N.V., die Glanzstoff wurde der Tochtergesellschaft Enka-Glanzstoff untergeordnet.
Nachdem 1975 vorübergehend auf Kurzarbeit umgestellt wurde, entschloss sich die Konzernleitung Ende 1977, das Werk aufgrund pessimistischer Absatzprognosen im Laufe des Jahres 1978 zu schließen. Nach einem Konjunkturaufschwung im Herbst 1978 eröffneten sich neue Absatzmärkte und der Stilllegungsbeschluss wurde wieder aufgehoben. Zudem gewährte die Bundesregierung einen Kredit in Millionenhöhe. Im August 1978 brach ein Brand aus und löste einen Großeinsatz aller Stadtfeuerwehren aus. Es entstand ein Schaden in Höhe von mehr als zwei Millionen Schilling (inflationsbereinigt heute etwa 407.000 Euro), und die Fabrik stand 20 Tage still. 1982 wurde die Firma in Enka Austria AG geändert.
Trotz der Aufhebung des Stilllegungsbeschlusses deponierten die Konzernvertreter 1979 bei Bundeskanzler Bruno Kreisky die Absicht das Werk mittelfristig zu schließen. Es wurde vereinbart, dass bei zukünftigen Problemen die Bundesregierung frühzeitig informiert und ihr das Werk zum Kauf angeboten wird. Im September 1981 trat der Fall ein, die Werksleitung informierte den Bundeskanzler über finanzielle Probleme. Nach Zuschuss von je 20 Mio. Schilling für 1982 und 1983 wurde versucht, die Fabrik an die Chemiefaser Lenzing zu verkaufen, die jedoch nach eingehender Prüfung ablehnte. Im November 1982 wurden 110 Mitarbeiter zur Kündigung angemeldet und die Produktion um 70 % gesenkt, im darauffolgenden Monat wurde bekannt, dass der Betrieb mit April 1983 verstaatlicht werden sollte. Das neue Unternehmen mit dem Namen Glanzstoff Austria Ges.m.b.H sollte ursprünglich zu einem Drittel vom Land Niederösterreich übernommen werden, was am damaligen Landeshauptmann Siegfried Ludwig scheiterte.
Nach einer Sanierung und Umstrukturierung erfolgte 1988 die Rückumwandlung in eine Aktiengesellschaft mit einem Grundkapital von 50 Millionen Schilling (heute etwa 6.894.000 Euro), 99,6 Prozent der  Aktien wurden an die Lenzing AG verkauft, der Kaufpreis lag bei rund 111 Millionen Schilling (heute etwa 15.304.000 Euro). Im Dezember 1989 erhielt das Werk die Staatliche Auszeichnung und durfte seither das Bundeswappen im Geschäftsverkehr verwenden. Zwei Jahre später fanden 900 Personen Arbeit in der Glanzstoff, das Unternehmen ging an die Börse. 1990 wurde die Tochtergesellschaft Domus Liegenschaftsverwaltung gegründet, die alle Wohnhäuser der Glanzstoff und, seit 1993, die nicht mehr betriebsnotwendigen Gebäude der CAG-Gruppe verwaltet. 1991 ging eine biologische Abwasser- und Recyclinganlage in Betrieb. Zwei Jahre später stürzten Absatzrückgänge und Zahlungsrückstände von Kunden das Unternehmen in eine Krise. Der Textilbereich wurde geschlossen, einzig die Reifenindustrie wurde weitergeführt. Die Mitarbeiterzahl reduzierte sich auf 250. Nachdem das Unternehmen Konkurs anmelden musste, wurde es 1994 von der CAG Holding des Industriellen Cornelius Grupp übernommen. Im Jahr darauf wurde die Produktion textiler Garne wiederaufgenommen. Nach der Inbetriebnahme einer neuen Abgasanlage 1998 wurde das Werk 2001 mit neuen Spinnmaschinen ausgestattet. Ab 1997 wurde innerhalb der CAG Holding die Glanzstoff-Gruppe gegründet, die neben der Glanzstoff Austria auch die Werke Glanzstoff Bohemia und Textilcord Steinfort umfasste, 2007 kam Sicrem hinzu.

### Schließung und Nachnutzung
Am Abend des 10. Jänner 2008 brach in der Abluftanlage ein Brand aus, die Löscharbeiten dauerten bis in die Morgenstunden. Im Juli wurde bekanntgegeben, dass das Werk mit Jahresende geschlossen werden sollte. Die 327 Beschäftigten wurden beim AMS zur Kündigung angemeldet. Als Grund für die Schließung wurde das langwierige Genehmigungsverfahren für eine neue Abluftanlage genannt, ohne die eine wirtschaftliche Produktion nicht sinnvoll war. Im Dezember 2008 wurde der Betrieb eingestellt, einige Mitarbeiter blieben allerdings in der Energiezentrale sowie in der Abwasserentsorgung eingesetzt. Die gekündigten Mitarbeiter wurden von einer Outplacementstiftung betreut. Diese wurde gemeinsam vom Land Niederösterreich, dem Arbeitsmarktservice und der CAG-Holding finanziert, alleine das Land Niederösterreich investierte über 280.000 Euro. Die Glanzstoff Austria wurde Anfang 2009 aufgelöst, die Glanzstoff-Gruppe übernahm die Liegenschaften. Einzig die Holding der Glanzstoff-Gruppe blieb mit 15 Mitarbeitern in St. Pölten, die verbliebenen Angestellten erledigen Verwaltungsaufgaben für die weitergeführten Werke Glanzstoff Bohemia, Textilcord Steinfort und Sicrem der Glanzstoff-Gruppe.

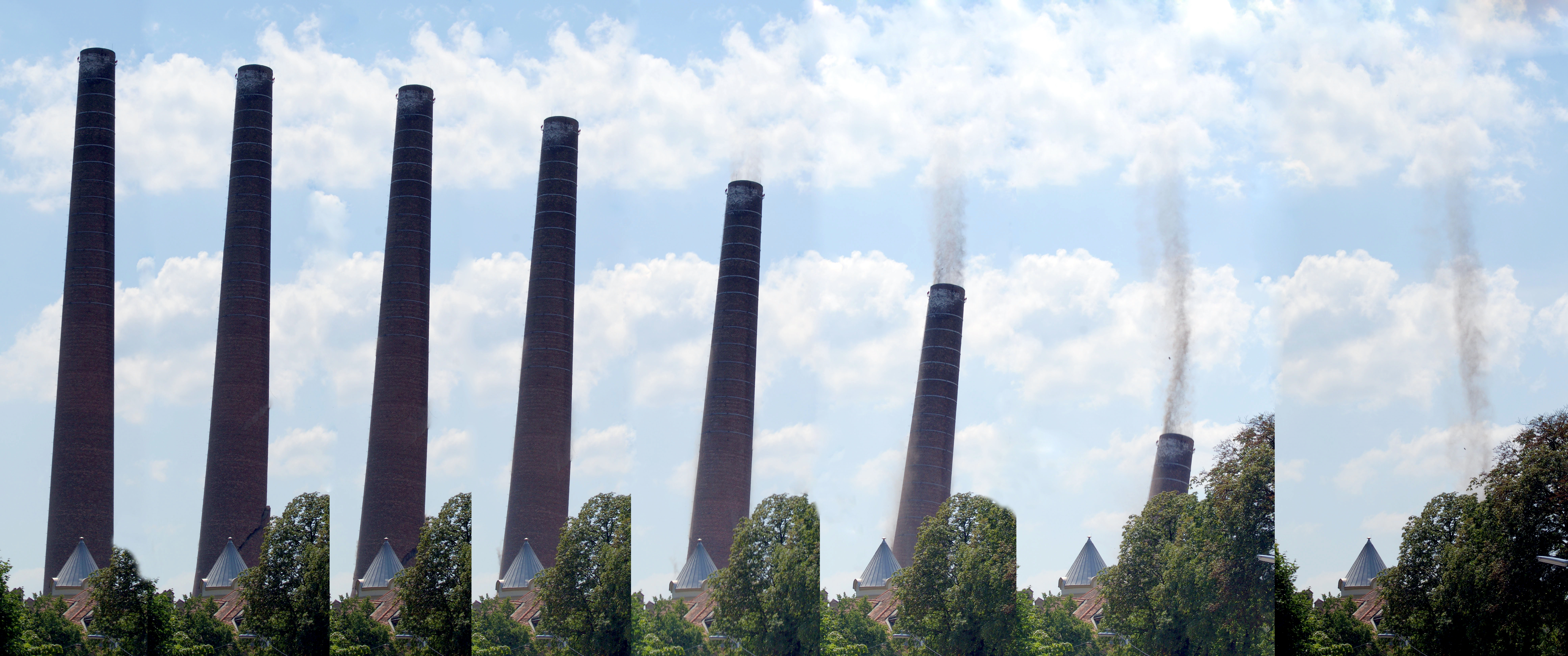
Sprengung des Schornsteins 2009

Am 17. Juli 2009 wurde vom Sprengdienst der Feuerwehr St. Pölten der 1929 erbaute Ziegelschornstein gesprengt. Der ursprünglich mit 100 m Höhe erbaute Schornstein musste 1978 infolge eines Blitzschlags bereits bis auf 86 m Höhe abgetragen werden, war jedoch noch immer der höchste in Österreich. Die Sprengung war notwendig geworden, weil das Mauerwerk des außer Betrieb gestellten Schornsteins brüchig zu werden drohte.
Am 17. Februar 2012 wurde von der Feuerwehr auch der 45 m hohe und 1941 errichtete Wasserturm gesprengt. Er war nie als solcher in Betrieb, jedoch als Flak-Turm und zuletzt als Montageort für Funkantennen. Im Herbst 2012 zog ein Teil der New Design University in eine eigens adaptierte Halle der Glanzstoff ein und hatte bis 2015 ihren Hauptsitz in der 2.500 m² großen Glanzstoff-Halle, die dafür eigens renoviert wurde.
Seit 2015 steht die ehemalige Fabriksanlage unter Denkmalschutz.
Nach Schließung wurden Studien zur neuen Nutzung erstellt. 2011 entstand die Studie „design now“ von Peter Noever, als Ziel wurden 1.300 neue Wohnungen und über 1.000 neue Arbeitsplätze deklariert.
2015 wurde Felix Mitterers Theaterstück „Glanzstoff“ in der Glanzstoff uraufgeführt. Im Herbst 2017 wurde die permanente Lichtskulptur der Künstlerin Brigitte Kowanz eingeweiht.

## Logos, Namen und Eigentümer der Glanzstoff Austria
Die Glanzstoff Austria hatte während ihres 104-jährigen Bestehens mehrere Eigentümer. In der Bevölkerung einfach Glanzstoff genannt, änderte sich die offizielle Firma und das verwendete Logo im Laufe der Zeit mehrmals, meist aufgrund Eigentümerwechsels. In der folgenden Tabelle werden die Logos, Eigentümer und Firmen aufgeführt.

Logos
Logo von 1929
Logo von 1982 bis 1983
Logo von 1988 bis 1991
Logo ab 1991

| Zeitraum  | Name                                         | Eigentümer                                                   |
| --------- | -------------------------------------------- | ------------------------------------------------------------ |
| 1904–1926 | Erste österreichische Glanzstoff-Fabriken AG | Vereinigte Glanzstoff-Fabriken AG                            |
| 1926–1941 | Erste österreichische Glanzstoff-Fabriken AG | Algemene Kunstzijde Unie N.V.                                |
| 1941–1945 | Glanzstoff-Fabrik St. Pölten AG              | Deutsches Reich                                              |
| 1945–1955 | Glanzstoff-Fabrik St. Pölten                 | Управление советским имуществом в Австрии (USIA)             |
| 1955–1956 | Erste österreichische Glanzstoff-Fabrik      | Öffentliche Verwaltung                                       |
| 1955–1969 | Erste österreichische Glanzstoff-Fabrik AG   | Algemene Kunstzijde Unie N.V.                                |
| 1969–1982 | Erste österreichische Glanzstoff-Fabrik AG   | AKZO N.V.                                                    |
| 1982–1983 | Enka Austria AG                              | AKZO N.V.                                                    |
| 1983–1988 | Glanzstoff Austria Ges.m.b.H                 | Gesellschaft für Bundesbeteiligungen an Industrieunternehmen |
| 1988–1994 | Glanzstoff Austria AG                        | Lenzing AG                                                   |
| 1994–2009 | Glanzstoff Austria GmbH                      | Glanzstoff-Gruppe der CAG Holding                            |

## Produkte und Produktion
Kurz nach der Eröffnung der Ersten österreichischen Glanzstoffabrik wurde von der Kupferseide- auf die Viskosegarnerzeugung umgestellt. Bis zuletzt produzierte das Werk vorwiegend Viskosefilamentgarne. Die technischen Garne, vertrieben unter dem Namen Viscord, wurden vor allem für die Reifenproduktion verwendet, die textilen Garne Viscofil und Viscont wurden in der Kleidungsindustrie angewandt. Der Unterschied zwischen technischen und textilen Garnen lag vor allem in der Anzahl der verzwirnten Filamente. Während beim textilen Garn zwischen 33 und 330 Fasern verzwirnt wurden, betrug die Anzahl bei den technischen Garnen zwischen 660 und 2.640.
Die Produktion verlief in beiden Fällen gleich. Zuerst wurde langfasriger Zellstoff in 15-prozentiger Natronlauge alkalisiert. Die Lauge wurde danach abgepresst und in den Prozess zurückgeführt. Nachdem der Zellstoff zerfasert war, wurde er vorgereift und anschließend in Schwefelkohlenstoff xanthogeniert. Durch den Zusatz von wässriger Natronlauge entstand eine zähe Flüssigkeit, genannt Viskose, die in die Spinnabteilung gelangte. Dort wurde die Viskose, je nach gewünschter Faserqualität, durch Spinndüsen unterschiedlicher Lochzahl in ein Spinnbad gedrückt. Die schwefelsauren Spinnbäder enthielten hohe Konzentrationen an Natriumsulfat und Zinksulfat, bei textilen Garnen zusätzlich Farbpigmente. Darin flockte die gelöste Cellulose unter Kohlenstoffdisulfid-Abgabe. Danach wurden die Fäden aufgespult, mehrfach zur Entfernung von Spinnbadrückständen gewaschen, getrocknet und bei Bedarf verzwirnt. Im Wesentlichen lief die Produktion schon 1961 auf gleiche Weise.
Bei der Spinnbadaufbereitung entstand als Nebenprodukt Natriumsulfat. Die jährlich etwa 12.000 produzierten Tonnen wurden weiterverkauft.
In den 1960ern und beginnenden 1970ern produzierte das Werk zudem das Bautenschutzmittel Kenitex. Das Mittel bestand aus einem Kunststoff-Bindemittel mit darin enthaltenen Mineralstoffen wie Asbest, Titanoxid und Zinkoxid, zusätzlich wurden verschiedene Farben beigemengt. Dieses Mittel wurde auf Fassaden aufgetragen und machte das Gebäude wetterfest und beständig gegen Säuren und Laugen. Mit dem schrittweisen Verbot von Asbest wurde die Produktion in den 1970ern eingestellt.

## Umweltbelastung
In ihrer Geschichte hat die Glanzstoff-Fabrik die Umwelt unterschiedlich stark belastet. Neben der Luftverschmutzung durch Abgase aus der Produktion wurden vor allem in den Anfangszeiten der Boden und das Grundwasser massiv beeinträchtigt.
Zwischen 1904 und 1983 wurde der Nordteil des Betriebsgeländes, etwa 15.000 m², als Abfalldeponie benutzt. Vorwiegend wurden bei der Produktion anfallende Abfälle wie Kohlenasche, Schlacke, Laugenschlamm, Viskoseabfälle und Kalkschlamm sowie hausmüllähnliche Abfälle, Bauschutt und Kies abgelagert. Die Deponie umfasste etwa 38.000 m³ bis 50.000 m³ oder 57.100 Tonnen abgelagertes Material. Feststoffuntersuchungen ergaben hohe Konzentrationen an Sulfaten, Zink, FCKW und Schwefelwasserstoff. Auch im Grundwasser wurde eine ständige Überschreitung der für diese Substanzen geltenden Trinkwassergrenzwerte gemessen. Im Jahr 2000 wurde die Deponie Nord als Altlast eingestuft und der Glanzstoff eine Beihilfe von 2,056 Millionen Euro zugestanden, um sie zu sanieren. Die Deponie wurde 2002 teilweise saniert, der Nordteil der Deponie wurde ausgehoben und entsorgt. Auf dem Südteil der Deponie war eine Werkshalle errichtet worden, weshalb das Ausheben nicht mehr möglich war. Trotzdem sanken die Konzentrationen im Grundwasser unter die gesetzlichen Grenzwerte. Die Deponie Nord wird heute noch immer zu den Altlasten gezählt. Im April 2009 wurden am gesamten Areal Bohrungen durchgeführt. Die Bodenproben zeigten eine Bodenbelastung über den Grenzwerten, blieben jedoch unter der Maßnahmenschwelle.
Durch die direkte Nachbarschaft zur Traisen und die Ableitung der geklärten Abwässer in diese kam es im Fluss zu Belastungen. Zwischen 1993 und 2002 wurden Messungen flussauf und flussab der Glanzstoff durchgeführt, teilweise wurden die Grenzwerte nicht eingehalten. Vor allem der Sulfatwert wurde, trotz der geringen Konzentration vor dem Werk, teilweise um über 300 % überschritten.
Die Glanzstoff und mit ihr St. Pölten war bekannt für den schwefeligen Geruch, der an faule Eier erinnerte. Dieser wurde vor allem durch Kohlenstoffdisulfid und Schwefelwasserstoff hervorgerufen. Neben diesen beiden Stoffen wurde auch Schwefeldioxid in hohen Mengen ausgestoßen. Während der Ausstoß von Schwefeldioxid sich immer innerhalb des gesetzlichen Rahmens befand, gab es für Schwefelwasserstoff in Niederösterreich keine Grenzwerte. Wenn man die oberösterreichischen Grenzwerte oder jene der WHO anwendete, so wurden diese mehrfach überschritten.